# Луг Дубница
Луг Дубница (алб. Dumnicë e Llugave) је насеље у општини Вучитрн на Косову и Метохији. Према попису становништва на Косову 2011. године, село је имало 656 становника, већину становништва чине Албанци..

## Географија
Село је на падини Копаоника, у долини Дубничке реке, измећу Горње и Доње Дубнице. Разбијеног је типа старовлашке врсте. Мале групе од по 2-3 куће леже на косама, долинским странама и речним терасама. Сеоске махале се зову по већим родовима (Рустовита, Соколовита, Ахметовита, Кодрола). Махала Соколовита зове се и Мутивор.

## Порекло становништва по родовима
Арбанаси кажу да су преци родова Рустовита, Ахметовита и Баљовита затекли село само са мало кућа и мало обрађене земље. Те су куће, по њиховом казивању, биле неког арбанашког рода Маље, који се доцније затро. Али на горњем крају села има једно муслиманско гробље, које зову Вора т’ Крућве (Сватовско гробље), које је, судећи по надгробном камењу, припадало неком другом и богатијем муслиманском становништву.
Родови:
- Рустовит (10 к), од фиса Краснића. При досељавању из Малесије око 1820, прво су „пали“ у Пестово, па прешли у Самодрежу и одатле у Луг Дубницу. Појасеви у 1935. од досељења из Самодреже: Ахмет, Алија, Рахман, Селман (60 година).
- Ахметовит (6 к.) и – Баљовит (3 к.), од фиса Краснића. Досељени из Малесије и пресељени из Самодреже кад и Рустовит.
- Соколовић (9 к.), од фиса Краснића. Досељени из Малесије после првих.
- Кодрол (5 к.), од фиса Шкреља. Мухаџири су из Точана у Топлици; досељени 1878.
- Маврић (1 к.), од фиса Сопа, братства Марића. Мухаџир је из Топлице, иначе потиче од Маврића у Речици, засеоку села Слатине у Лабу.

Колонисти
- Комленићи (2 к.). Досељени 1928. из Дрвара (Босна).

## Демографија
| Демографија | Демографија | Демографија |
| Година      | Становника  | Становника  |
| ----------- | ----------- | ----------- |
| 1948.       | 412         |             |
| 1953.       | 466         |             |
| 1961.       | 635         |             |
| 1971.       | 809         |             |
| 1981.       | 905         |             |
| 1991.       | 985         |             |
| 2011.       | 656         |             |